# Sundsgöl, Östergötland
Sundsgöl är en sjö i Kinda kommun i Östergötland och ingår i Motala ströms huvudavrinningsområde.